# Liste der Kulturdenkmäler in Cochem
In der Liste der Kulturdenkmäler in Cochem sind alle Kulturdenkmäler der rheinland-pfälzischen Stadt Cochem einschließlich der Stadtteile Cond und Sehl aufgeführt. Im Stadtteil Brauheck ist kein Kulturdenkmal ausgewiesen. Grundlage ist die Denkmalliste des Landes Rheinland-Pfalz (Stand: 21. September 2023).

## Cochem

### Denkmalzonen
| Bezeichnung                                                                        | Lage                                                                                  | Baujahr                 | Beschreibung | Bild                           |
| ---------------------------------------------------------------------------------- | ------------------------------------------------------------------------------------- | ----------------------- | --- | ------------------------------ |
| Denkmalzone Burgfrieden/Moselpromenade                                             | Burgfrieden 3–15 (ungerade Nummern) und Moselpromenade 37, 38 und 40 Lage             | 17. und 18. Jahrhundert | geschlossene Häuserzeile mit zwei bis drei Geschossen aus dem 17. und 18. Jahrhundert und von um 1900 einschließlich des turmartigen Moselpegels | Fotos hochladen                |
| Denkmalzone Jüdischer Friedhof Cochem                                              | Kelberger Straße Lage                                                                 | 1879                    | auf dem umfriedeten Areal mit spitzbogigem Tor 64 Grabstelen von 1879 bis 1942 | Fotos hochladen                |
| Denkmalzone Kapuzinerkloster und Kapuzinerkirche                                   | Klosterberg 1, 3, 5, Kapuzinertreppe Lage                                             | 1625–28                 | Kirche und Krankensaal, 1625–28, Kirche 1692 verlängert, Saalbau mit Marienkapelle, Barockausstattung; Kloster 1623 gegründet, Ost- und Nordflügel des Kreuzgangs, um 1630, Westflügel 1692; Gästebau 1753; Kreuzweg zur Stadt, 1758; zugehörig Alte Volksschule, um 1910 | weitere Bilder Fotos hochladen |
| Denkmalzone Kaiser-Wilhelm-Tunnel, Brücke und Lehrwerkstatt des Ausbesserungswerks | Endertstraße/Brückenstraße Lage                                                       | 1877                    | Tunnelportal: Sandstein, bezeichnet 1877 und 1879; Brücke: Quaderbau; Lehrwerkstatt: zweigeschossiger Bruchsteinsockel und Stahlfachwerkgeschoss, um 1900 | weitere Bilder Fotos hochladen |
| Denkmalzone Älterer Jüdischer Friedhof Cochem                                      | südlich der Stadt unterhalb der Burg Cochem im Wald gelegen; Distrikt Knippwiese Lage | 1836/37                 | sieben Grabsteine, der älteste von 1836/37 | Fotos hochladen                |
| Denkmalzone Ruine Winneburg                                                        | nordwestlich der Stadt Lage                                                           | um 1300                 | um 1300 errichtet, im 15. Jahrhundert erweitert, 1689 zerstört; mittelalterliche Burgruine mit rundem Bergfried (frühes 14. Jahrhundert), Teilen des Palas, Walmmauer mit zwei Halbtürmen (14. Jahrhundert), tonnengewölbter Torfahrt; aus dem 15. Jahrhundert Reste von Wohn- und Wirtschaftsgebäuden und der untere Burghof, Zwingermauer der Vorburg im Westen und Norden mit Schalentürmen | weitere Bilder Fotos hochladen |

### Einzeldenkmäler
| Bezeichnung                                     | Lage                                                          | Baujahr                                         | Beschreibung | Bild                                    |
| ----------------------------------------------- | ------------------------------------------------------------- | ----------------------------------------------- | --- | --------------------------------------- |
| Stadtbefestigung                                |                                                               | ab 1332                                         | Stadtmauer 1332 begonnen, 1675 verstärkt; erhalten: mittelalterliches Enderttor, nach 1352, mit „Alter Thorschenke“ von 1626 (Endertstraße 2; ⊙); Stadtmauertor Kirchgasse/Moselpromenade 9, 14. Jahrhundert; Stadtmauer am Kapuzinerkloster und Friedhof mit Balduinstor (⊙); Mauerreste an Balduin-, Oberbach- und Löhrstraße; Martins- oder Mäuseturm (Burgfrieden; ⊙)                  | weitere Bilder Fotos hochladen          |
| Neuer Bahnhof                                   | Bahnhofsvorplatz 1 Lage                                       | 1900–02                                         | Neuer Bahnhof, 1900–02; malerisch gruppierter dreigeschossiger Bruchsteinbau, Neurenaissance, mit kleineren Flügeln und Anbauten, teilweise Fachwerk; zur Stadt hin: Alter Bahnhof, 1880, Bruch- und Backsteinbau, teilweise Fachwerk (⊙); Bahnanlagen, Backsteingebäude; Gesamtanlage | weitere Bilder Fotos hochladen          |
| Pfarr- oder Gemeindehaus                        | Bernstraße 2 Lage                                             | um 1910                                         | neubarockes Fachwerkhaus, teilweise massiv, Mansarddach, um 1910 | BW                                      |
| Wohnhaus                                        | Bernstraße 3 Lage                                             | 18. Jahrhundert                                 | Fachwerkhaus, teilweise massiv, Mansarddach, 18. Jahrhundert | Fotos hochladen                         |
| Wohnhaus                                        | Bernstraße 9 Lage                                             | 17. Jahrhundert                                 | viergeschossiges Fachwerkhaus, teilweise massiv, 17. Jahrhundert | Fotos hochladen                         |
| Fuchsloch                                       | Bernstraße, in Nr. 22 Lage                                    | 1749                                            | Durchgang zur Mosel am barocken abgewalmten Mansarddachbau, 1749 | Fotos hochladen                         |
| Wohn- und Gasthaus                              | Bernstraße 31 Lage                                            | 1775                                            | dreigeschossiger Massivbau, bezeichnet 1775 und 1896 (Umbau) | weitere Bilder Fotos hochladen          |
| Wohnhaus                                        | Branntweingässchen 2 Lage                                     | 17. Jahrhundert                                 | Fachwerkhaus über Bruchsteinsockel, 17. Jahrhundert | Fotos hochladen                         |
| Hotel „Alte Thorschenke“                        | Brückenstraße 3, Endertstraße 4 Lage                          | um 1910                                         | Mansarddachbau mit quergestellten Giebeln, um 1910 | Fotos hochladen                         |
| Heiligenhäuschen zur schmerzhaften Muttergottes | Burgfrieden Lage                                              | 1710                                            | Putzbau mit drei Nischen, Jahreszahl 1710 im Schlussstein, Stifterwappen von Erzbischof Johann VIII. Hugo von Orsbeck; Wegekreuz, 18. Jahrhundert, instand gesetzt in den Jahren 1927 und 1949 | Fotos hochladen                         |
| Kurtrierisches Gerichtshaus                     | Burgfrieden 3 Lage                                            | zweite Hälfte des 17. Jahrhunderts              | zwei dreigeschossige Fachwerkhäuser, teilweise massiv, zweite Hälfte des 17. Jahrhunderts | weitere Bilder Fotos hochladen          |
| Wohnhaus                                        | Burgfrieden 11 Lage                                           | 19. Jahrhundert                                 | Backsteinbau, 19. Jahrhundert; Moselseite: viergeschossiger Bruchsteinbau mit Erker, 19. oder 20. Jahrhundert | Fotos hochladen                         |
| Wohnhaus                                        | Burgfrieden 13/Moselpromenade 40 Lage                         |                                                 | Burgfriedenseite: Fachwerkhaus in Mischbauweise, verputzt; Moselseite: Fachwerkhaus mit Balkon | Fotos hochladen                         |
| Wohnhaus                                        | Burgfrieden 18 Lage                                           | erste Hälfte des 19. Jahrhunderts               | dreigeschossiges spätklassizistisches Wohnhaus, erste Hälfte des 19. Jahrhunderts | BW                                      |
| Alte Thorschenke                                | Endertstraße 2 Lage                                           | 1626                                            | dreigeschossiges Fachwerkhaus, teilweise massiv, bezeichnet 1626; Takenplatten; Heiliger Rochus, 17. oder 18. Jahrhundert | weitere Bilder Fotos hochladen          |
| Wohnhaus                                        | Endertstraße 7 Lage                                           | 1899                                            | späthistoristischer Bruchsteinbau, Neurenaissance, bezeichnet 1899 | Fotos hochladen                         |
| Kapelle St. Anton                               | Endertstraße, bei Nr. 144 Lage                                | 17. Jahrhundert                                 | kleiner Saalbau, teilweise Fachwerk, Krüppelwalmdach, 17. Jahrhundert | Fotos hochladen                         |
| Wohnhaus                                        | Herrenstraße 24 Lage                                          | Anfang des 17. Jahrhunderts                     | dreigeschossiges Fachwerkhaus, teilweise massiv, Anfang des 17. Jahrhunderts | weitere Bilder Fotos hochladen          |
| Marienkapelle                                   | Hinter Kempeln Lage                                           | 16. Jahrhundert                                 | Putzbau, eventuell aus dem 16. Jahrhundert, 1983 renoviert; innen: Kopie einer Pieta aus dem 16. Jahrhundert | Fotos hochladen                         |
| Kriegerdenkmäler, Friedhofskreuz und Grabmäler  | Jahnstraße/Am Balduinstor Lage                                | Ende des 19. Jahrhunderts                       | auf dem Ende des 19. Jahrhunderts angelegten Friedhof: Kriegerdenkmal 1864/1866/1870/71 und Kriegerdenkmal 1914/18, 1920er Jahre; Friedhofskreuz von 1850; drei Metallkreuze, 19. Jahrhundert; Grabsteine des 19. Jahrhunderts | Fotos hochladen                         |
| Villa Schönblick                                | Kelberger Straße 40 Lage                                      | Ende des 19. Jahrhunderts                       | späthistoristischer Bruchsteinbau, Walmdach, Ende des 19. Jahrhunderts; beherrschende Lage über der Stadt, gegenüber der Burg | Fotos hochladen                         |
| Wohnhaus                                        | Kirchgasse 4 Lage                                             | 18. Jahrhundert                                 | dreigeschossiges Fachwerkhaus, teilweise massiv, 18. Jahrhundert | Fotos hochladen                         |
| Alte Volksschule                                | Klosterberg 3 Lage                                            | um 1910                                         | Walmdachbau, um 1910 | Fotos hochladen                         |
| Wohnhaus                                        | Löhrstraße 3 Lage                                             | 1599                                            | dreigeschossiges Fachwerkhaus, teilweise massiv, bezeichnet 1599, Umbauten ab dem 18. Jahrhundert; in der Bruchsteinmauer Grabkreuz, 18. Jahrhundert | Fotos hochladen                         |
| Wohnhaus                                        | Löhrstraße 15 Lage                                            | um 1700                                         | dreigeschossiges Fachwerkhaus, teilweise massiv, um 1700 oder aus dem 18. Jahrhundert; Nebenhaus (ohne Nummer) Fachwerkhaus, teilweise massiv | Fotos hochladen                         |
| Brunnen                                         | Markt Lage                                                    | 1767                                            | Brunnen, Basaltbecken, bezeichnet 1767, Architekt Nikolaus Lauxen | weitere Bilder Fotos hochladen          |
| Rathaus                                         | Markt 1 Lage                                                  | 1739                                            | Mansarddachbau, nach Zerstörung von 1689 Wiederaufbau bis 1739 (bezeichnet), vollendet von Philipp Honorius Ravensteyn | weitere Bilder Fotos hochladen          |
| Wohn- und Geschäftshaus                         | Markt 4 Lage                                                  | 1610                                            | viergeschossiger Fachwerkbau, teilweise massiv, bezeichnet 1610 und 1990 | weitere Bilder Fotos hochladen          |
| Wohn- und Geschäftshaus                         | Markt 5 Lage                                                  | spätes 17. Jahrhundert                          | viergeschossiges Fachwerkhaus, teilweise massiv, Mansarddach, spätes 17. Jahrhundert | weitere Bilder Fotos hochladen          |
| Wohn- und Geschäftshaus                         | Markt 6/7 Lage                                                | zweite Hälfte des 17. Jahrhunderts              | viergeschossiger Fachwerkbau, teilweise massiv, zweite Hälfte des 17. Jahrhunderts | weitere Bilder Fotos hochladen          |
| Wappen                                          | Markt, an Nr. 9 Lage                                          | 1699                                            | Wappen, bezeichnet 1699 | BW                                      |
| Wohn- und Geschäftshaus                         | Markt 11 Lage                                                 | 1690                                            | dreigeschossiger Fachwerkbau, teilweise massiv, verputzt, bezeichnet 1690 | weitere Bilder Fotos hochladen          |
| Wohn- und Geschäftshaus                         | Markt 15 Lage                                                 | um 1690                                         | dreigeschossiger Massivbau, teilweise Fachwerk, um 1690; rückwärtig Reste eines Massivbaus, 16. Jahrhundert, Fachwerkteile jünger | Fotos hochladen                         |
| Stadtmauertor                                   | Moselpromenade, an Nr. 9 Lage                                 | 14. Jahrhundert                                 | Torbogen, 14. Jahrhundert | weitere Bilder Fotos hochladen          |
| Wohnhaus                                        | Moselpromenade 11/12 Lage                                     | 1654                                            | dreigeschossiger Bruchsteinbau, Treppengiebel, bezeichnet 1654, Erweiterung bezeichnet 1894 oder 1899 | Fotos hochladen                         |
| Wohnhäuser                                      | Moselpromenade 27 Lage                                        | Ende des 17. oder Anfang des 18. Jahrhunderts   | zwei viergeschossige Fachwerkhäuser, verputzt, Ende des 17. oder Anfang des 18. Jahrhunderts | Fotos hochladen                         |
| Hotel                                           | Moselpromenade 28 Lage                                        | 1893                                            | späthistoristisches Hotel; dreigeschossiger Bruchsteinbau, Neurenaissance, bezeichnet 1893 | BW                                      |
| Wohnhaus                                        | Moselpromenade 37 Lage                                        | Anfang des 20. Jahrhunderts                     | Putzbau, teilweise Fachwerk, Anfang des 20. Jahrhunderts | Fotos hochladen                         |
| Villa                                           | Moselstraße 8 Lage                                            | um 1900                                         | Villa, Bruchstein, um 1900 | Fotos hochladen                         |
| Villa                                           | Moselstraße 18 Lage                                           | Anfang des 20. Jahrhunderts                     | Villa; zweiflügeliger Bruchsteinbau, teilweise Fachwerk, Anfang des 20. Jahrhunderts; Sandsteinskulptur | Fotos hochladen                         |
| Gasthaus „Zom Stüffje“                          | Oberbachstraße 14 Lage                                        | 16. Jahrhundert                                 | Fachwerkbau, teilweise massiv, im Kern aus dem 16. Jahrhundert, Fassade aus dem 18. Jahrhundert | Fotos hochladen                         |
| Wohnhaus                                        | Oberbachstraße 17/19 Lage                                     | frühes 18. Jahrhundert                          | Fachwerkdoppelhaus, verputzt, frühes 18. Jahrhundert | BW                                      |
| Wohnhaus                                        | Oberbachstraße 23 Lage                                        | Ende des 17. oder Anfang des 18. Jahrhunderts   | dreigeschossiges Fachwerkhaus, teilweise massiv, Ende des 17. oder Anfang des 18. Jahrhunderts; Holzskulptur, um 1700 | Fotos hochladen                         |
| Wohnhaus                                        | Oberbachstraße 25 Lage                                        | 18. Jahrhundert                                 | Fachwerkhaus, teilweise massiv, 18. Jahrhundert | Fotos hochladen                         |
| Evangelische Kirche                             | Oberbachstraße 56 Lage                                        | 1892/93                                         | neugotischer Saalbau, 1892/93 | weitere Bilder Fotos hochladen          |
| Columbarium                                     | Oberer Weg, hinter Nr. 9 Lage                                 | 1889                                            | auch Schwurhandturm; dreigeschossiger Turm, massiver Bruchsteinbau bezeichnet 1889 von Carl Joseph Friedrichs (1831–1916), 2019 restauriert (Erneuerung des Pyramidendachs) | Fotos hochladen                         |
| Wohnhaus                                        | Obergasse 1 Lage                                              | 1839                                            | dreigeschossiges Wohnhaus, Fachwerk-Obergeschoss (bezeichnet) 1839 aufgesetzt, im Kern wohl älter | Fotos hochladen                         |
| Skulptur                                        | Obergasse, an Nr. 22 Lage                                     | 19. Jahrhundert                                 | Skulptur des heiligen Petrus, 19. Jahrhundert | Fotos hochladen                         |
| Wohnhaus                                        | Obergasse 24 Lage                                             | 1704                                            | Fachwerkhaus, teilweise massiv, bezeichnet 1704 | weitere Bilder Fotos hochladen          |
| Katholische Pfarrkirche St. Martin              | Pater-Martin-Straße 1 Lage                                    | ab 1456                                         | spätgotischer Chor, zwischen 1456 und 1503; Saalbau, Bruchstein, 1950/51, Architekt Dominikus Böhm, Köln; Bruchsteinturm mit Zwiebelhaube, 1955–63 | weitere Bilder Fotos hochladen          |
| Wohn- und Gasthaus                              | Pater-Martin-Straße 10 Lage                                   | um 1910                                         | dreigeschossiger Mansarddachbau, um 1910 | BW                                      |
| Wohnhaus                                        | Ravenéstraße 15 Lage                                          | Mitte oder drittes Viertel des 19. Jahrhunderts | spätklassizister Putzbau, Mitte oder drittes Viertel des 19. Jahrhunderts | Fotos hochladen                         |
| Landratsvilla                                   | Ravenéstraße 17 Lage                                          | 1876                                            | spätklassizistischer Putzbau, 1876 | Fotos hochladen                         |
| Wohnhaus                                        | Ravenéstraße 32 Lage                                          | 1907                                            | Bruchsteinbau, bezeichnet 1907 | Fotos hochladen                         |
| Wohnhaus                                        | Ravenéstraße 38 Lage                                          | 1900                                            | Bruchsteinbau, 1900 | Fotos hochladen                         |
| Amtsgericht                                     | Ravenéstraße 39 Lage                                          | 1891/93                                         | Krüppelwalmdachbau, Treppengiebelrisalit, 1891/93, Regierungsbaurat NN | Fotos hochladen                         |
| Wohnhaus                                        | Ravenéstraße 41 Lage                                          | Anfang des 20. Jahrhunderts                     | Putzbau, teilweise Fachwerk, Anfang des 20. Jahrhunderts | Fotos hochladen                         |
| Wohnhaus                                        | Ravenéstraße 43 Lage                                          | um 1900/10                                      | dreigeschossiger Putzbau, Neurenaissance, um 1900/10 | Fotos hochladen                         |
| Wohnhaus                                        | Schlaufstraße 5 Lage                                          | 17. Jahrhundert                                 | dreigeschossiges Fachwerkhaus, teilweise massiv, 17. Jahrhundert | weitere Bilder Fotos hochladen          |
| Wohnhaus                                        | Schlaufstraße 7 Lage                                          | 18. Jahrhundert                                 | dreigeschossiges Fachwerkhaus, teilweise massiv, 18. Jahrhundert, Erweiterung im 19. Jahrhundert | weitere Bilder Fotos hochladen          |
| Weinbergshäuschen                               | Schloßstraße, unterhalb der Burg Lage                         | Mitte des 19. Jahrhunderts                      | eingeschossiger Bruchsteinbau, Mitte des 19. Jahrhunderts | Fotos hochladen                         |
| Schulhaus                                       | Schloßstraße 11, 13 Lage                                      | 18. oder 19. Jahrhundert                        | ehemalige Schule, 18. oder 19. Jahrhundert; dreigeschossiger Putzbau; Pavillon, Mitte des 19. Jahrhunderts | Fotos hochladen                         |
| Kapelle                                         | außerhalb der Stadt                                           | 1892                                            | Kapelle, Saalbau, bezeichnet 1892, Vesper, 18. oder 19. Jahrhundert | Direkt Bild zu diesem Denkmal hochladen |
| Kreuzweg und Kapelle Zu den drei Kreuzen        | südlich der Stadt Lage                                        | um 1900                                         | Bildstocktyp mit Sandsteinreliefs, um 1900; Kapelle, Bruchsteinbau, bezeichnet 1856 | Fotos hochladen                         |
| Reichsburg Cochem                               | südlich der Stadt (Schloßstraße 36) Lage                      | 10. Jahrhundert                                 | wohl im 10. Jahrhundert oder um 1020 begonnen, 1051 und in der ersten Hälfte des 14. Jahrhunderts ausgebaut, 1689 gesprengt, 1868/74–77 wiederaufgebaut; neugotische Burg, mittelalterlicher Bergfried, innen aus der ersten Hälfte des 11. Jahrhunderts, Ummantelung im 14. Jahrhundert; Gartenpavillon, 19. Jahrhundert; Gesamtanlage aus Burg mit Mauern, Wegen und Gärten mit Pavillon | weitere Bilder Fotos hochladen          |
| Pestkapelle St. Rochus                          | südlich der Stadt am Petersweg unterhalb der Burg Cochem Lage | 1680                                            | barocker Saalbau, 1680; spätgotischer Schlussstein, 15. Jahrhundert; Kreuzfragmente | weitere Bilder Fotos hochladen          |
| Lescher Linde                                   | südwestlich der Stadt am Löscher Hof Lage                     | 19. Jahrhundert                                 | Lescher Linde, Kapelle und Grabkreuze; Kapelle, 19. Jahrhundert | Fotos hochladen                         |

### Ehemalige Kulturdenkmäler
| Bezeichnung    | Lage                   | Baujahr                   | Beschreibung | Bild            |
| -------------- | ---------------------- | ------------------------- | --- | --------------- |
| Wohnhaus       | Moselpromenade 18 Lage | Ende des 19. Jahrhunderts | Massivbau mit Fachwerkgiebel, Ende des 19. Jahrhunderts, durch Geschäftseinbauten stark verändert; aus Denkmalliste gelöscht | BW              |
| Schmalspurbahn | Pinnerweg 10 Lage      | 1879                      | Schmalspurbahn zur Bewirtschaftung der Weinberge, 1879, Lokschuppen und Gleise; aus Denkmalliste gelöscht                    | Fotos hochladen |

## Cond

### Einzeldenkmäler
| Bezeichnung                          | Lage                                      | Baujahr                  | Beschreibung | Bild                                    |
| ------------------------------------ | ----------------------------------------- | ------------------------ | --- | --------------------------------------- |
| Bundesbankbunker                     | Brauselaystraße 5/7, Am Wald 35 Lage      | 1962/63                  | ehemaliger Bunker der Bundesbank, erbaut 1962/63 für die geheime Ersatzwährung, 1988 aufgegeben; bauliche Gesamtanlage oberirdisch bestehend aus Schulungs- und Erholungsheim der Bundesbank (Brauselaystraße 5 und 7) mit Garten und Bunkerzugang, Haupteingang mit Rampe und Parkplatz (Am Wald 35) sowie Kühlturm und Notausstieg im Garten; unterirdische Bunkeranlage mit Lagerräumen sowie Aufenthaltstrakt für über 100 Personen; fest installierte technische Ausstattung im Wesentlichen erhalten; im Zusammenhang mit dem Schutzprogramm der Bundesregierung für die Bundesländer und zentrale Verfassungsorgane wichtiges Zeugnis des Kalten Krieges | weitere Bilder Fotos hochladen          |
| Vierzehnnothelferkapelle             | Kapellenstraße, Ecke Bergstraße Lage      | 19. Jahrhundert          | kleiner Bruchsteinsaalbau, 19. Jahrhundert | Fotos hochladen                         |
| Alte Katholische Kirche St. Remaclus | Pastor-Ziegler-Platz 1 Lage               | 12. Jahrhundert          | dreigeschossiger romanischer Turm, 12. Jahrhundert (?); darin Christusfigur als Kriegerdenkmal | Fotos hochladen                         |
| Wohnhaus                             | Pastor-Ziegler-Platz 2 Lage               | 18. Jahrhundert          | Fachwerkhaus, teilweise massiv, verputzt, im Kern aus dem 18. Jahrhundert | BW                                      |
| Relief                               | Stadionstraße                             |                          | Sandsteinrelief | Direkt Bild zu diesem Denkmal hochladen |
| Villa                                | Stadionstraße 1 Lage                      | 1905                     | Winzervilla; Bruchsteinbau, teilweise Fachwerk, bezeichnet 1905 | Fotos hochladen                         |
| Portal                               | Talstraße, an Nr. 9 Lage                  | 1597                     | gotisches Portal mit Wappen, bezeichnet 1597 | Fotos hochladen                         |
| Gartenpavillon                       | Uferstraße, Ecke Breite Straße Lage       | 1920er Jahre             | Gartenpavillon, neuklassizistisch, Walmdach, 1920er Jahre | Fotos hochladen                         |
| Grabkreuz                            | Uferstraße, Ecke Talstraße Lage           | 1653                     | Grabkreuzfragment, bezeichnet 1653, zur Erinnerung an den Auswärtigen Franz Dieler, der in Cond ertrunken ist | Fotos hochladen                         |
| Neue Katholische Kirche St. Remaklus | Valwiger Straße Lage                      | 1965–68                  | Bruchsteinbau, 1965–68; Architekt Emil Steffann | weitere Bilder Fotos hochladen          |
| Wegekreuz                            | Valwiger Straße                           | 1616                     | Wegekreuz, bezeichnet 1616 | Fotos hochladen                         |
| Verwaltungsgebäude                   | Zehnthausstraße 18 Lage                   | 1929                     | ehemals Katasteramt, jetzt Landesbetrieb Mobilität; dreigeschossiger expressionistischer Putzbau, 1929 | Fotos hochladen                         |
| Wohnhaus                             | Zehnthausstraße 33 Lage                   | 16. Jahrhundert          | Fachwerkhaus, teilweise massiv, verputzt, im Kern eventuell aus dem 16. Jahrhundert | Fotos hochladen                         |
| Alte Schmiede                        | Zehnthausstraße 53 Lage                   | 19. oder 20. Jahrhundert | Bruchsteinbau, teilweise Fachwerk, 19. oder 20. Jahrhundert | Fotos hochladen                         |
| Wohnhaus                             | Zehnthausstraße 54 Lage                   | 16. Jahrhundert          | dreigeschossiges Fachwerkhaus, teilweise massiv, im Kern aus dem 16. Jahrhundert | Fotos hochladen                         |
| Wohnhaus                             | Zehnthausstraße 73 Lage                   | 18. Jahrhundert          | Fachwerkhaus, teilweise massiv, verputzt, 18. Jahrhundert, Nr. 73 und 75 Gesamtanlage | Fotos hochladen                         |
| Wohnhaus                             | Zehnthausstraße 75 Lage                   | 18. Jahrhundert          | Fachwerkhaus, teilweise massiv, verputzt, Mansarddach, 18. Jahrhundert, Nr. 73 und 75 Gesamtanlage | Fotos hochladen                         |
| Zehnthaus                            | Zehnthausstraße 81 Lage                   | 1615                     | ehemaliges Hofgut des Klosters Stablo; Fachwerkhaus, bezeichnet 1615, Treppenturm 1913 | Fotos hochladen                         |
| Wegekreuz                            | östlich des Ortes an der K 59 Lage        | 1666                     | Wegekreuz, Basalt, bezeichnet 1666 | Fotos hochladen                         |
| Kapelle mit Kreuzwegstationen        | östlich des Ortes Lage                    | 19. Jahrhundert          | Kapelle, Bruchstein, 19. Jahrhundert; Kreuzwegstationen, Stelentyp, bezeichnet 1894 | Fotos hochladen                         |
| Kapelle                              | östlich des Ortes am Schuwerackerhof Lage |                          | Kapelle, darin Muttergottes, zweite Hälfte des 15. Jahrhunderts; heiliger Sebastian, erste Hälfte des 17. Jahrhunderts; Bildstock, Basalt, 1600, Wappen | Fotos hochladen                         |

## Sehl

### Einzeldenkmäler
| Bezeichnung                      | Lage                                                     | Baujahr                            | Beschreibung | Bild                           |
| -------------------------------- | -------------------------------------------------------- | ---------------------------------- | --- | ------------------------------ |
| Wohnhaus                         | Alte Straße 14 Lage                                      | 1686                               | Fachwerkhaus, teilweise massiv, bezeichnet 1686, Drempel und Dach aus dem 19. Jahrhundert | BW                             |
| Wohnhaus                         | Alte Straße 18 Lage                                      | 18. Jahrhundert                    | Fachwerkhaus, teilweise massiv, Mansarddach, 18. Jahrhundert | BW                             |
| Wohnhaus                         | Brausestraße 8 Lage                                      | 17. Jahrhundert                    | Fachwerkhaus, teilweise massiv, 17. Jahrhundert | BW                             |
| Fassade                          | Ellerer Straße 18 Lage                                   | 1374                               | Fachwerkfassade, Ständerbauweise, 1374 (dendrodatiert) | Fotos hochladen                |
| Villa Krain                      | Josef-von-Lauff-Straße 52 Lage                           | 1899/1900                          | mehrflügelige Fachwerkvilla, teilweise massiv, 1899/1900; Gesamtanlage mit Garten | Fotos hochladen                |
| Hotel                            | Moselpromenade 60 Lage                                   | 1884/85                            | späthistoristisches Weingut, Baurat R. A. Schmidt in Zusammenarbeit mit Julius Carl Raschdorff; malerische Winzervilla, Bruchstein, Fachwerk-Ökonomietrakt, Garten; bauliche Gesamtanlage | Fotos hochladen                |
| Skulptur                         | Schulstraße, an Nr. 8 Lage                               | 18. Jahrhundert                    | Abtsfigur, 18. Jahrhundert (?) | BW                             |
| Villa                            | Sehler Anlagen 5 Lage                                    | um 1870                            | Bruchsteinvilla, um 1870 | Fotos hochladen                |
| Schulhaus                        | Sehler Anlagen 20 Lage                                   | 1863                               | ehemalige Schule; Bruchsteinbau, 1863 | Fotos hochladen                |
| Katholische St.-Antonius-Kapelle | Sehler Anlagen 21 Lage                                   | zweite Hälfte des 15. Jahrhunderts | Chor, zweite Hälfte des 15. Jahrhunderts, Saalbau, 18. Jahrhundert | weitere Bilder Fotos hochladen |
| Kloster Ebernach                 | östlich des Ortes (Bruder-Maximilian-Straße 1) Lage      | ab 1130                            | ehemalige Benediktinerpropstei, 1130 erwähnt; katholische Kapelle Mariae Himmelfahrt: am Neubau spätgotischer Chor, um 1437; außen: Kreuzigungsrelief, 15. Jahrhundert; Propstei: siebenachsiger Mansarddachbau, bezeichnet 1751, Architekt eventuell Johannes Seiz; Krankenhaus: Bruchsteinbau, bezeichnet 1882; Wegekapelle, Bruchsteinbau, bezeichnet 1904; Gesamtanlage mit Wegekapelle an der B 49 | Fotos hochladen                |
| Wegekapelle mit Wegekreuz        | östlich des Ortes an der B 49 beim Kloster Ebernach Lage | 1676                               | Wegekapelle mit Wegekreuz, Putzbau mit Wellengiebel, 1676; Nischenkreuz, bezeichnet 1629 | Fotos hochladen                |
| Weinbergshäuschen                | östlich des Ortes in der Nähe des Klosters Ebernach Lage | 19. Jahrhundert                    | Bruchsteinbau, teilweise Fachwerk, 19. Jahrhundert | Fotos hochladen                |
| Grabkreuze und Kriegerdenkmal    | südöstlich des Ortes an der B 259 auf dem Friedhof Lage  | ab 1670                            | zwei Grabkreuze, 1670, 17. Jahrhundert; Kriegerdenkmal, Skulpturengruppe | Fotos hochladen                |